# كأس ويلز 2010–11
كأس ويلز 2010–11 (بالإنجليزية: 2010–11 Welsh Cup)‏ هو موسم من كأس ويلز. أشرف على تنظيمه اتحاد ويلز لكرة القدم، وكان عدد الأندية المشاركة فيه 158، وفاز فيه نادي سانت إيلي تاون.